# ۱۹۴۴

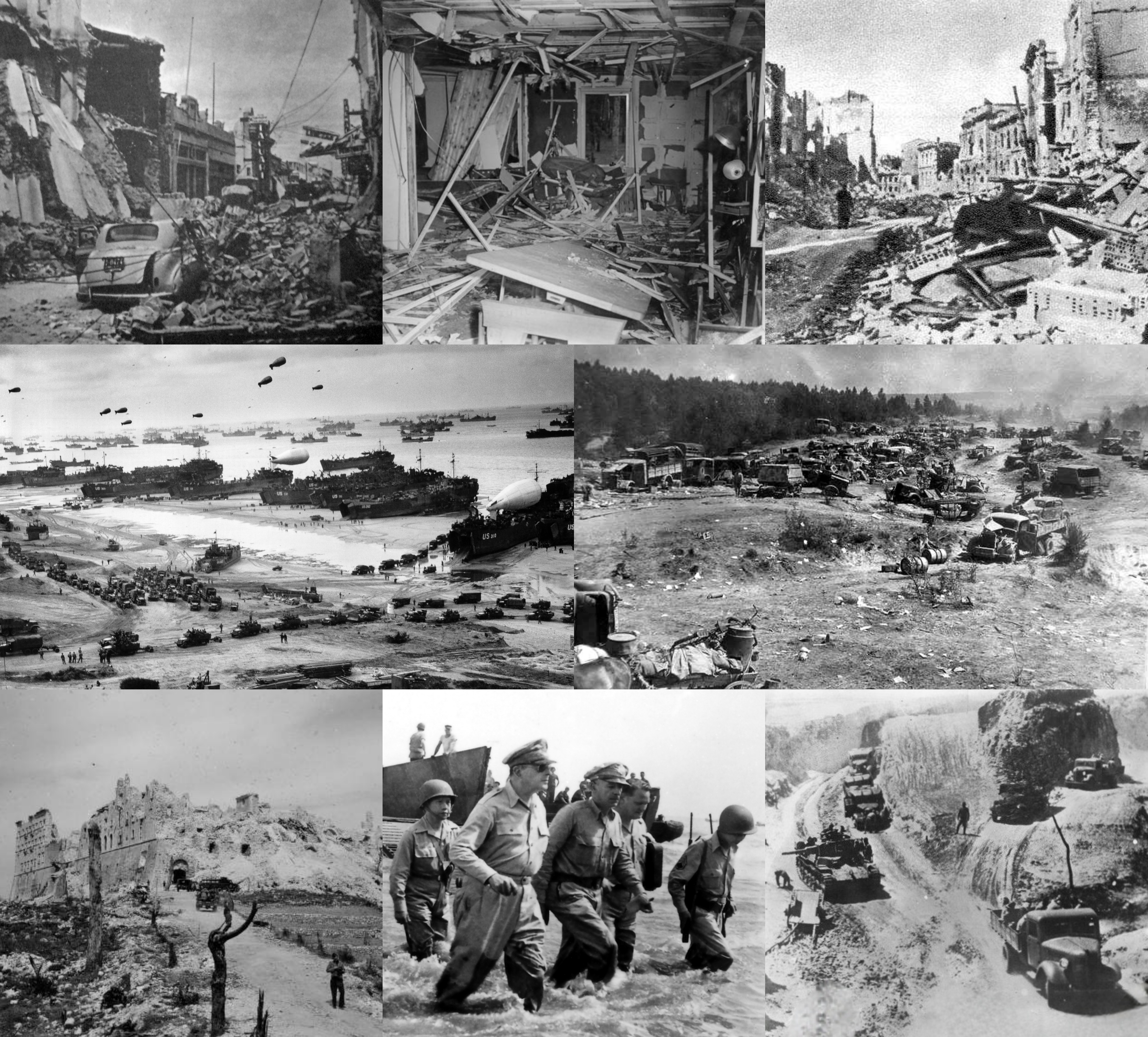

| سال‌ها: ۱۹۴۱ ۱۹۴۲ ۱۹۴۳ - ۱۹۴۴ - ۱۹۴۵ ۱۹۴۶ ۱۹۴۷                             |
| دهه‌ها: دههٔ ۱۹۱۰ دههٔ ۱۹۲۰ دههٔ ۱۹۳۰ - دههٔ ۱۹۴۰ - دههٔ ۱۹۵۰ دههٔ ۱۹۶۰ دههٔ ۱۹۷۰ |
| سده‌ها: سدهٔ ۱۹ - سدهٔ ۲۰ - سدهٔ ۲۱                                           |

## رویدادها

### جنگ جهانی دوم

#### ژانویه
- ۴ ژانویه -
- ۵ ژانویه -
- ۱۷ ژانویه -
- ۲۰ ژانویه -
- ۲۲ ژانویه -
- ۲۷ ژانویه -
- ۲۹ ژانویه -
- ۳۰ ژانویه -
- ۳۱ ژانویه -

#### فوریه - مارس
- ۳ فوریه -
- ۷ فوریه -
- ۱۴ فوریه -
- ۱۵ فوریه -
- ۱۷ فوریه -
- ۲۰ فوریه -
- ۲۰ فوریه -
- ۲۹ فوریه -
- ۱ مارس -
- ۱۰ مارس -
- ۱۵ مارس -
- ۱۸ مارس -
- ۲۴ مارس -

#### مه
- ۵ مه -
- ۱۷ مه -
- ۱۸ مه -
- ۱۸ مه -

#### ژوئن
- ۴ ژوئن -
- ۵ ژوئن -
- ۵ ژوئن -
- ۶ ژوئن -
- ۹ ژوئن -
- ۱۰ ژوئن -
- ۱۳ ژوئن -
- ۱۵ ژوئن -
- ۲۲ ژوئن -
- ۲۵ ژوئن -

#### ژوئیه - اوت
- ۹ ژوئیه -
- ۱۷ ژوئیه -
- ۱۸ ژوئیه -
- ۲۰ ژوئیه -
- ۲۱ ژوئیه -
- ۲۵ ژوئیه -
- ۱ اوت -
- ۱۲ اوت -
- ۱۲ اوت -
- ۱۵ اوت -
- ۲۴ اوت -

#### سپتامبر
- ۲ سپتامبر -
- ۴ سپتامبر -
- ۸ سپتامبر -
- ۸ سپتامبر -
- ۱۱ سپتامبر -
- ۱۷ سپتامبر -
- ۱۹ سپتامبر -
- ۲۶ سپتامبر -

#### اکتبر
- ۲ اکتبر -
- ۵ اکتبر -
- ۹ اکتبر -
- ۱۴ اکتبر -
- ۱۸ اکتبر -
- ۲۰ اکتبر -
- ۲۰ اکتبر -
- ۲۳ اکتبر -
- ۲۵ اکتبر -

#### نوامبر - دسامبر
- ۱۲ نوامبر -
- ۱۹ نوامبر -
- ۲۴ نوامبر -
- ۲۵ نوامبر -
- ۲۶ نوامبر -
- ۱۶ دسامبر -
- ۱۶ دسامبر -
- ۱۷ دسامبر -
- ۲۴ دسامبر -
- ۲۶ دسامبر -
- ۲۹ دسامبر -
- ۳۱ دسامبر -

### رویدادهای دیگر

#### ژانویه - ژوئیه
- ۵ ژانویه -
- ۲۶ فوریه -
- ۱ مارس -
- ۴ مارس -
- ۳۰ مه -
- ۱۷ ژوئن -
- ۱۷ ژوئیه -

#### اوت - نوامبر
- ۴ اوت -
- ۵ اوت -
- ۷ اوت -
- ۹ اوت -
- ۲ سپتامبر -
- ۲ اکتبر -
- ۸ اکتبر -
- ۱۰ اکتبر -
- ۷ نوامبر -
- ۲۲ نوامبر -

#### دسامبر
- ۱ دسامبر -
- ۳ دسامبر -
- ۲۶ دسامبر -
- ۳۰ دسامبر -

## زادروزها
- ۳ ژانویه – کریس فون سالتزا، شناگر و ورزشکار آمریکایی
- ۱۲ ژانویه – جو فریزیر، صداپیشه، بازیگر، ورزشکار، و بوکسور آمریکایی (د. ۲۰۱۱)
- ۱۸ ژانویه – پل کیتینگ، سیاست‌مدار استرالیایی
- ۱۹ ژانویه – شلی فابارس، بازیگر و خواننده آمریکایی
- ۲۳ ژانویه – روتخر هاور، بازیگر هلندی
- ۲ فوریه – جفری هاگز، بازیگر بریتانیایی (د. ۲۰۱۲)
- ۹ فوریه – آلیس واکر، نویسنده و شاعر آمریکایی
- ۱۰ فوریه – ورنر وینج، ریاضی‌دان و دانشمند علوم کامپیوتر آمریکایی
- ۲۳ فوریه – جانی وینتر، خواننده، گیتاریست، و خواننده-ترانه‌سرا آمریکایی (د. ۲۰۱۴)
- ۲۹ فوریه – دنیس فارینا، بازیگر آمریکایی (د. ۲۰۱۳)
- ۲۰ مارس – آکیرا کوداما، بازیکن بسکتبال اهل ژاپن
- ۲۶ مارس – دایانا راس، خواننده و بازیگر آمریکایی
- ۲۷ مارس – خسرو شکیبایی، بازیگر ایرانی (د. ۲۰۰۸)
- ۳ آوریل – تونی اورلندو، خواننده آمریکایی
- ۵ آوریل – پیتر کینگ، سیاست‌مدار آمریکایی
- ۱۱ آوریل – جان میلیوس، فیلمنامه‌نویس و کارگردان آمریکایی
- ۱۹ آوریل – جیمز ژوزف هکمن، اقتصاددان آمریکایی
- ۲۴ آوریل – تونی ویسکانتی، خواننده آمریکایی
- ۲۹ آوریل – ریچارد کلین، بازیگر آمریکایی
- ۱۳ مه – آرمیستید موپین، افسر، فیلمنامه‌نویس، و نویسنده آمریکایی
- ۲۱ مه – مری رابینسون، سیاست‌مدار ایرلندی
- ۲۴ مه – پاتی لابل، خواننده-ترانه‌سرا، موسیقی‌دان، بازیگر، خواننده، و آهنگساز آمریکایی
- ۲۷ مه – کریستوفر داد، سیاست‌مدار و وکیل آمریکایی
- ۲۹ مه – هلموت برگر، بازیگر اتریشی
- ۱ ژوئن – رابرت پاول، بازیگر بریتانیایی
- ۴ ژوئن – میشل فیلیپس، خواننده-ترانه‌سرا، بازیگر، و خواننده آمریکایی
- ۱۳ ژوئن – بان کی‌مون، سیاست‌مدار و دیپلمات اهل کره جنوبی
- ۲۹ ژوئن – گری بیوسی، بازیگر آمریکایی
- ۸ ژوئیه – جفری تامبر، بازیگر آمریکایی
- ۱۳ ژوئیه – ارنو روبیک، معمار اهل مجارستان
- ۱۵ ژوئیه – یان-مایکل وینسنت، بازیگر آمریکایی
- ۷ اوت – جان گلاور، بازیگر آمریکایی
- ۹ اوت – سام الیوت، بازیگر آمریکایی
- ۹ اوت – خالده ضیا، سیاست‌مدار بنگلادشی
- ۱۱ اوت – یان مک‌دیارمید، بازیگر بریتانیایی
- ۲۰ اوت – لیندا کلیفورد، خواننده آمریکایی
- ۴ سپتامبر – دونالد نلسن، دوچرخه‌سوار اهل ایالات متحده آمریکا
- ۲۱ سپتامبر – هامیلتون جوردن، سیاست‌مدار آمریکایی (د. ۲۰۰۸)
- ۲۵ سپتامبر – مایکل داگلاس، تهیه‌کننده و بازیگر آمریکایی
- ۳۰ سپتامبر – جیمی جانستون، بازیکن فوتبال بریتانیایی (د. ۲۰۰۶)
- ۲۸ اکتبر – دنیس فرانز، بازیگر آمریکایی
- ۱۱ نوامبر – کمال سونال، بازیگر اهل ترکیه
- ۲۵ نوامبر – بن اشتاین، مجری تلویزیونی، بازیگر، نویسنده، و وکیل آمریکایی
- ۳۰ نوامبر – جرج گراهام، بازیکن فوتبال اسکاتلندی
- ۱ دسامبر – جان دنزمور، درامر و موسیقی‌دان آمریکایی
- ۴ دسامبر – دنیس ویلسون، تهیه‌کننده موسیقی، خواننده، و درامر آمریکایی (د. ۱۹۸۳)
- ۵ دسامبر – جروئن کرابا، بازیگر، نقاش، و کارگردان هلندی
- ۱۷ دسامبر – برنارد هیل، بازیگر بریتانیایی
- ۲۵ دسامبر – جرزینیو (بازیکن فوتبال)، بازیکن فوتبال برزیلی

### ژانویه
- ۶ ژانویه -
- ۹ ژانویه -
- ۱۲ ژانویه -
- ۱۸ ژانویه -
- ۲۳ ژانویه -
- ۲۴ ژانویه -
- ۲۶ ژانویه -
- ۲۷ ژانویه -

### فوریه
- ۳ فوریه -
- ۵ فوریه -
- ۵ فوریه -
- ۹ فوریه -
- ۱۰ فوریه -
- ۱۱ فوریه -
- ۱۳ فوریه -
- ۱۴ فوریه -
- ۱۴ فوریه -
- ۱۶ فوریه -
- ۲۲ فوریه -
- ۲۳ فوریه -
- ۲۸ فوریه -

### مارس
- ۱ مارس -
- ۱ مارس -
- ۲ مارس -
- ۶ مارس -
- ۱۵ مارس -
- ۱۷ مارس -
- ۱۹ مارس -
- ۱۹ مارس -
- ۲۴ مارس -
- ۲۶ مارس -
- ۲۸ مارس -
- ۲۹ مارس -

### آوریل
- ۳ آوریل -
- ۴ آوریل -
- ۶ آوریل -
- ۷ آوریل -
- ۱۱ آوریل -
- ۲۲ آوریل -
- ۳۰ آوریل -

### مه
- ۱ مه -
- ۵ مه -
- ۸ مه -
- ۹ مه -
- ۱۰ مه -
- ۱۳ مه -
- ۱۴ مه -
- ۱۸ مه -
- ۲۰ مه -
- ۲۰ مه -
- ۲۰ مه -
- ۲۱ مه -
- ۲۵ مه -
- ۲۸ مه -
- ۲۸ مه -

### ژوئن - ژوئیه
- ۳ ژوئن -
- ۵ ژوئن -
- ۳۰ ژوئن -
- ۱۳ ژوئیه -
- ۲۱ ژوئیه -
- ۲۱ ژوئیه -
- ۳۱ ژوئیه - مرگ آنتوان دو سنت‌اگزوپری.

### اوت
- ۴ اوت -
- ۱۱ اوت -
- ۲۱ اوت -
- ۲۶ اوت -

### سپتامبر
- ۱ سپتامبر -
- ۲ سپتامبر -
- ۷ سپتامبر -
- ۱۲ سپتامبر -
- ۲۵ سپتامبر -
- ۲۶ سپتامبر -

### اکتبر
- ۹ اکتبر -
- ۱۵ اکتبر -
- ۲۸ اکتبر -

### نوامبر
- ۱۰ نوامبر -
- ۱۲ نوامبر -
- ۱۲ نوامبر -
- ۱۷ نوامبر -
- ۱۷ نوامبر -
- ۱۷ نوامبر -
- ۱۷ نوامبر -
- ۲۵ نوامبر -

### دسامبر
- ۷ دسامبر -
- ۱۷ دسامبر -
- ۲۱ دسامبر -
- ۲۲ دسامبر -
- ۲۳ دسامبر -
- ۲۵ دسامبر -

## مرگ‌ها
- ۶ ژانویه – ایدا تاربل، ژورنالیست و نویسنده آمریکایی (ز. ۱۸۵۷)
- ۲۳ ژانویه – ادوارد مونک، نقاش نروژی (ز. ۱۸۶۳)
- ۱ فوریه – پیت موندریان، نقاش هلندی (ز. ۱۸۷۲)
- ۴ فوریه – ایوت گیلبر، بازیگر و خواننده فرانسوی (ز. ۱۸۶۷)
- ۵ مارس – ماکس ژاکوب، نویسنده، نقاش، و شاعر فرانسوی (ز. ۱۸۷۶)
- ۲۱ آوریل – هانس والنتین هوبه، سرباز آلمانی (ز. ۱۸۹۰)
- ۳۰ مه – جسی رالف، بازیگر آمریکایی (ز. ۱۸۶۴)
- ۱۴ ژوئیه – اسمهان، تهیه‌کننده، بازیگر، و خواننده مصری
- ۲۱ ژوئیه – کلاوس فون اشتاوفنبرگ، افسر آلمانی (ز. ۱۹۰۷)
- ۲۶ ژوئیه – رضاشاه، پادشاه ایران (ز. ۱۸۷۷)
- ۲۳ اوت – عبدالمجید دوم، نقاش اهل ترکیه (ز. ۱۸۶۸)
- ۱۶ سپتامبر – گوستاف باوئر، سیاست‌مدار آلمانی (ز. ۱۸۷۰)
- ۴ اکتبر – ال اسمیت، سیاست‌مدار آمریکایی (ز. ۱۸۷۳)
- ۲۲ اکتبر – ریچارد بنت (هنرپیشه)، بازیگر آمریکایی (ز. ۱۸۷۰)
- ۲۳ اکتبر – چارلز گلوور بارکلا، فیزیک‌دان بریتانیایی (ز. ۱۸۷۷)
- ۲ نوامبر – توماس میدگلی جونیور، شیمی‌دان آمریکایی (ز. ۱۸۸۹)
- ۲۲ دسامبر – هری لنگدون، بازیگر آمریکایی (ز. ۱۸۸۴)
- ۳۰ دسامبر – رومن رولان، نویسنده فرانسوی (ز. ۱۸۶۶)

### ژانویه - می
- ۱۱ ژانویه -
- ۲۰ ژانویه -
- ۲۳ ژانویه -
- ۳۱ ژانویه -
- ۱ فوریه -
- ۱۱ فوریه -
- ۱۱ فوریه -
- ۲۱ فوریه -
- ۱۲ مارس -
- ۲۲ مارس -
- ۲۴ مارس -
- ۹ آوریل -
- ۱۹ آوریل -
- ۲۸ آوریل -
- ۱۲ مه -
- ۱۲ مه -
- ۱۶ مه -

### ژوئیه - اوت
- ۶ ژوئیه -
- ۶ ژوئیه -
- ۶ ژوئیه -
- ۶ ژوئیه -
- ۲۶ ژوئیه -
- ۳۱ ژوئیه -
- ۸ اوت -
- ۱۲ اوت -
- ۲۳ اوت -
- ۲۶ اوت -
- ۲۷ اوت -

### سپتامبر - نوامبر
- ۶ سپتامبر -
- ۸ سپتامبر -
- ۹ سپتامبر -
- ۱۱ سپتامبر -
- ۱۱ سپتامبر -
- ۱۱ سپتامبر -
- ۱۱ سپتامبر -
- ۱۳ سپتامبر -
- ۱۴ سپتامبر -
- ۱۴ سپتامبر -
- ۱۴ سپتامبر -
- ۱۴ اکتبر -
- ۲۱ اکتبر -
- ۲ نوامبر -
- ۷ نوامبر -

### دسامبر
- ۲ دسامبر -
- ۴ دسامبر -
- 19 دسامبر - عباس حلمی پاشا : خدیو مصر .

## جوایز نوبل
- فیزیک -
- شیمی -
- پزشکی -
- صلح -